# Bahnstrecke Lausanne–Bern
| Ein EW IV-Pendelzug auf dem Grandfey-Viadukt |                                             |                                      |                                      |
| Streckennummer (BAV): | 250                                         |                                      |                                      |
| Fahrplanfeld: | 250 (Lausanne–Fribourg) 301 (Fribourg–Bern) |                                      |                                      |
| Streckenlänge: | 97,2 km                                     |                                      |                                      |
| Spurweite: | 1435 mm (Normalspur)                        |                                      |                                      |
| Stromsystem: | 15 kV 16,7 Hz ~                             |                                      |                                      |
| Streckengeschwindigkeit: | 140 km/h                                    |                                      |                                      |
| Zugbeeinflussung: | ETCS Level 1                                |                                      |                                      |
| Zweigleisigkeit: | Lausanne–Bern                               |                                      |                                      |
| |                                             |                                      |                                      |
| \| \| \| von Genf–Allaman und Biel/Bienne \| \| \| \| 0,0 \| Lausanne \| 447 m \| \| \| \| nach Brig \| \| \| \| 2,4 \| Pully-Nord \| 473 m \| \| \| \| Viaduc de Conversion (177 m) \| \| \| \| 4,0 \| La Conversion \| 500 m \| \| \| 5,8 \| Bossière \| 524 m \| \| \| 8,3 \| Grandvaux \| 565 m \| \| \| \| Grandvaux-Tunnel (392 m) \| \| \| \| \| Cornallaztunnel (494 m) \| \| \| \| \| von Vevey \| \| \| \| 12,1 \| Puidoux \| 617 m \| \| \| 14,6 \| Moreillon \| 657 m \| \| \| \| von Bulle \| \| \| \| 20,6 \| Palézieux \| 669 m \| \| \| \| nach Payerne–Kerzers \| \| \| \| 24,4 \| Oron \| 700 m \| \| \| 25,7 \| Chapelle (Spurwechsel) \| Chapelle (Spurwechsel) \| \| \| 30,5 \| Vauderens \| 757 m \| \| \| \| \| \| \| \| \| alte Streckenführung bis 2001 \| \| \| \| \| Vauderens-Tunnel (1.975 m) \| \| \| \| \| Alter Vauderens-Tunnel (921 m) \| \| \| \| \| \| \| \| \| 35,4 \| Siviriez (bis 2017) \| 737 m \| \| \| \| von Bulle \| \| \| \| 40,2 \| Romont \| 707 m \| \| \| 42,9 \| Lussy (Überholbahnhof) \| Lussy (Überholbahnhof) \| \| \| 45,0 \| Villaz-St-Pierre \| 706 m \| \| \| 49,6 \| Chénens \| 722 m \| \| \| 52,4 \| Cottens \| 713 m \| \| \| 55,4 \| Neyruz \| 687 m \| \| \| 57,5 \| Rosé \| 668 m \| \| \| 60,4 \| Matran \| 643 m \| \| \| 62,1 \| Villars-sur-Glâne \| 640 m \| \| \| 66,0 \| Fribourg/Freiburg \| 629 m \| \| \| \| nach Murten und nach Payerne–Yverdon \| \| \| \| \| Fribourg/Freiburg Poya \| 609 m \| \| \| \| Grandfey-Viadukt (352 m) \| \| \| \| 72,2 \| Düdingen \| 596 m \| \| \| 75,5 \| Fillistorf (bis 2007) \| 607 m \| \| \| 77,9 \| Schmitten \| 606 m \| \| \| \| Mühletaltunnel (399 m) \| \| \| \| 80,3 \| Wünnewil \| 588 m \| \| \| \| Flamatt-Tunnel (187 m) \| \| \| \| \| von Laupen \| \| \| \| 84,1 \| Flamatt \| 552 m \| \| \| \| Sense (75 m) \| \| \| \| 86,9 \| Thörishaus Dorf \| 575 m \| \| \| 88,2 \| Thörishaus Station \| 585 m \| \| \| 89,4 \| Oberwangen \| 575 m \| \| \| 91,0 \| Niederwangen \| 568 m \| \| \| 93,0 \| Bern Bümpliz Süd \| 562 m \| \| \| 94,1 \| Bern Europaplatz \| 562 m \| \| \| \| von Thun \| \| \| \| \| von Neuchâtel \| \| \| \| 94,9 \| GB Bern Weyermannshaus \| GB Bern Weyermannshaus \| \| \| \| Donnerbühltunnel (400 m) \| \| \| \| \| \| \| \| \| \| 97,2 Bern \| \| \| \| \| RBS nach Worblaufen–Solothurn/Worb \| \| \| \| \| nach Olten, nach Luzern \| \| \| \| \| nach Thun und nach Biel \| \| |                                             |                                      |                                      |
| Strecke |                                             | von Genf–Allaman und Biel/Bienne     | von Genf–Allaman und Biel/Bienne     |
| Bahnhof | 0,0                                         | Lausanne                             | 447 m                                |
| Abzweig geradeaus und nach rechts |                                             | nach Brig                            | nach Brig                            |
| Haltepunkt / Haltestelle | 2,4                                         | Pully-Nord                           | 473 m                                |
| Brücke |                                             | Viaduc de Conversion (177 m)         | Viaduc de Conversion (177 m)         |
| Bahnhof | 4,0                                         | La Conversion                        | 500 m                                |
| Haltepunkt / Haltestelle | 5,8                                         | Bossière                             | 524 m                                |
| Bahnhof | 8,3                                         | Grandvaux                            | 565 m                                |
| Tunnel |                                             | Grandvaux-Tunnel (392 m)             | Grandvaux-Tunnel (392 m)             |
| Tunnel |                                             | Cornallaztunnel (494 m)              | Cornallaztunnel (494 m)              |
| Abzweig geradeaus und von rechts |                                             | von Vevey                            | von Vevey                            |
| Bahnhof | 12,1                                        | Puidoux                              | 617 m                                |
| Haltepunkt / Haltestelle | 14,6                                        | Moreillon                            | 657 m                                |
| Abzweig geradeaus und von rechts |                                             | von Bulle                            | von Bulle                            |
| Bahnhof | 20,6                                        | Palézieux                            | 669 m                                |
| Abzweig geradeaus und nach links |                                             | nach Payerne–Kerzers                 | nach Payerne–Kerzers                 |
| Haltepunkt / Haltestelle | 24,4                                        | Oron                                 | 700 m                                |
| Überleitstelle / Spurwechsel | 25,7                                        | Chapelle (Spurwechsel)               | Chapelle (Spurwechsel)               |
| Bahnhof | 30,5                                        | Vauderens                            | 757 m                                |
| Kulminations-/Scheitelpunkt |                                             |                                      |                                      |
| Strecke von links (außer Betrieb) · Abzweig geradeaus und ehemals nach rechts |                                             | alte Streckenführung bis 2001        | alte Streckenführung bis 2001        |
| Strecke (außer Betrieb) · Tunnel |                                             | Vauderens-Tunnel (1.975 m)           | Vauderens-Tunnel (1.975 m)           |
| Tunnel (Strecke außer Betrieb) · Strecke |                                             | Alter Vauderens-Tunnel (921 m)       | Alter Vauderens-Tunnel (921 m)       |
| Strecke nach links (außer Betrieb) · Abzweig geradeaus und ehemals von rechts |                                             |                                      |                                      |
| ehemaliger Haltepunkt / Haltestelle | 35,4                                        | Siviriez (bis 2017)                  | 737 m                                |
| Abzweig geradeaus und von rechts |                                             | von Bulle                            | von Bulle                            |
| Bahnhof | 40,2                                        | Romont                               | 707 m                                |
| Dienststation / Betriebs- oder Güterbahnhof | 42,9                                        | Lussy (Überholbahnhof)               | Lussy (Überholbahnhof)               |
| Haltepunkt / Haltestelle | 45,0                                        | Villaz-St-Pierre                     | 706 m                                |
| Bahnhof | 49,6                                        | Chénens                              | 722 m                                |
| Haltepunkt / Haltestelle | 52,4                                        | Cottens                              | 713 m                                |
| Haltepunkt / Haltestelle | 55,4                                        | Neyruz                               | 687 m                                |
| Bahnhof | 57,5                                        | Rosé                                 | 668 m                                |
| Haltepunkt / Haltestelle | 60,4                                        | Matran                               | 643 m                                |
| Haltepunkt / Haltestelle | 62,1                                        | Villars-sur-Glâne                    | 640 m                                |
| Bahnhof | 66,0                                        | Fribourg/Freiburg                    | 629 m                                |
| Abzweig geradeaus und nach links |                                             | nach Murten und nach Payerne–Yverdon | nach Murten und nach Payerne–Yverdon |
| Haltepunkt / Haltestelle |                                             | Fribourg/Freiburg Poya               | 609 m                                |
| Brücke über Wasserlauf |                                             | Grandfey-Viadukt (352 m)             | Grandfey-Viadukt (352 m)             |
| Bahnhof | 72,2                                        | Düdingen                             | 596 m                                |
| ehemaliger Haltepunkt / Haltestelle | 75,5                                        | Fillistorf (bis 2007)                | 607 m                                |
| Bahnhof | 77,9                                        | Schmitten                            | 606 m                                |
| Tunnel |                                             | Mühletaltunnel (399 m)               | Mühletaltunnel (399 m)               |
| Haltepunkt / Haltestelle | 80,3                                        | Wünnewil                             | 588 m                                |
| Tunnel |                                             | Flamatt-Tunnel (187 m)               | Flamatt-Tunnel (187 m)               |
| Abzweig geradeaus und von links |                                             | von Laupen                           | von Laupen                           |
| Bahnhof | 84,1                                        | Flamatt                              | 552 m                                |
| Brücke über Wasserlauf |                                             | Sense (75 m)                         | Sense (75 m)                         |
| Haltepunkt / Haltestelle | 86,9                                        | Thörishaus Dorf                      | 575 m                                |
| Bahnhof | 88,2                                        | Thörishaus Station                   | 585 m                                |
| Haltepunkt / Haltestelle | 89,4                                        | Oberwangen                           | 575 m                                |
| Haltepunkt / Haltestelle | 91,0                                        | Niederwangen                         | 568 m                                |
| Bahnhof | 93,0                                        | Bern Bümpliz Süd                     | 562 m                                |
| Haltepunkt / Haltestelle | 94,1                                        | Bern Europaplatz                     | 562 m                                |
| Kreuzung geradeaus oben · Strecke von rechts |                                             | von Thun                             | von Thun                             |
| Strecke · Abzweig geradeaus und von links |                                             | von Neuchâtel                        | von Neuchâtel                        |
| Dienststation / Betriebs- oder Güterbahnhof · Dienststation / Betriebs- oder Güterbahnhof | 94,9                                        | GB Bern Weyermannshaus               | GB Bern Weyermannshaus               |
| Strecke · Tunnel |                                             | Donnerbühltunnel (400 m)             | Donnerbühltunnel (400 m)             |
| Abzweig geradeaus und von links · Strecke nach rechts |                                             |                                      |                                      |
| Bahnhof · Kopfbahnhof Streckenanfang |                                             | 97,2 Bern                            | 97,2 Bern                            |
| Strecke · Strecke nach links (im Tunnel) |                                             | RBS nach Worblaufen–Solothurn/Worb   | RBS nach Worblaufen–Solothurn/Worb   |
| Strecke |                                             | nach Olten, nach Luzern              | nach Olten, nach Luzern              |
| Strecke |                                             | nach Thun und nach Biel              | nach Thun und nach Biel              |

Die Bahnstrecke Lausanne–Bern ist eine elektrifizierte Hauptstrecke in der Schweiz.

## Geschichte
Der Bau der Strecke von Lausanne nach Bern wurde hauptsächlich durch die Chemin de fer Lausanne–Fribourg–Berne (LFB) ausgeführt. Allein das kurze Stück von Bern nach Thörishaus wurde durch die Schweizerische Centralbahn fertiggestellt. Am 2. Juli 1860 konnte der Nordteil der Strecke von Bern bis nach Balliswil am Nordlager des Grandfey-Viaduktes, dem aufwändigsten Kunstbau der Strecke, in Betrieb genommen werden. Ab dem 4. September 1862 konnte auch der Betrieb bis Lausanne aufgenommen werden.
Durch die Fusion der LFB mit zwei weiteren Eisenbahngesellschaften entstand 1872 die Chemins de fer de la Suisse Occidentale, aus der wiederum die Suisse-Occidentale–Simplon hervorging. Nachdem sie 1890 durch eine weitere Fusion als Jura-Simplon-Bahn firmiert hatte, gelangte die Bahnstrecke Lausanne–Bern 1902 schliesslich durch die Verstaatlichung zu den Schweizerischen Bundesbahnen.

### Unfälle
- Am 7. Juli 1876 waren nach einem Zusammenstoss in Palézieux vier Tote und drei Verletzte zu beklagen.[1]
- Am 21. Juni 1903 prallte in Palézieux ein Schnellzug auf eine stehende Rangierlokomotive. Die Rangierlokomotive stürzte über die Böschung.[2] Sechs Reisende wurden getötet, acht Reisende und ein Bahnangestellter verletzt.[3]
- Am 12. November 1968 prallte bei Grandvaux ein Personenzug in einen entgegenkommenden Nahgüterzug. Ein Lokomotivführer verlor sein Leben, ein weiterer Lokomotivführer und ein Wagenvisiteur wurden verletzt.[4]
- Am 31. Januar 1977 forderte in Schmitten die Kollision des nach Zürich fahrenden Roten Pfeils RAe 4/8 1021 mit einem rangierenden Güterzug einen Toten und 16 Verletzte.[5][6]
- Am 29. September 1982 fuhr im Bahnhof Bern  ein verspäteter Schnellzug mit 120 statt 40 km/h über eine Weiche in ablenkender Stellung. Die Entgleisung forderte 15 Verletzte.[7]

## Streckenverlauf
Die Bahnstrecke zweigt im Bahnhof Lausanne von der Simplonstrecke ab, die dem Nordufer des Genfersees in östlicher Richtung unmittelbar folgt. Die Strecke nach Bern verläuft zunächst auch in östlicher Richtung, jedoch etwa einen Kilometer weiter nördlich und gewinnt dabei entlang der Berghänge an Höhe. Mehrere Seitengräben werden überquert, unter anderem mit dem Viaduc de Conversion. Bei Epesses durchstösst das Trassee den Randwall des Seebeckens mit dem Cornallaztunnel und wendet sich nach Nordosten. Ab dem Bahnhof Puidoux wird dem Tal des Forestay gefolgt, danach dem Corbéron. Bei Palézieux wird dann der Talkessel der Haute-Broye erreicht, welcher – unter Überbrückung der tief eingeschnittenen Mionne – am breiten Höhenrücken zum Tal der Glâne in Letzteres hinein verlassen wird. Am Nordhang gelangt die Strecke, unter Abkürzung des Flusslaufs in dessen Hinterland bei Chénens sowie Vermeidung der schluchtartigen Passage östlich von Neyruz via Avry, an das Plateau über der Saane bei Fribourg.
Nördlich von Fribourg wird mit dem Grandfey-Viadukt die tief eingeschnittene Saane überquert. Im südlichen hügeligen Hinterland des Schiffenensees führt die Strecke nach Schmitten, ab wo die nordöstliche Flanke des Tavernatals bis zur Einmündung ins Sensetal bei Flamatt benützt wird. Bei Thörishaus biegt die Strecke, nach Überbrückung des Gewässers, gemeinsam mit der Autobahn A12 nordwärts in die Furche des Stadtbachs ein, der sie zum Bahnhof Bern folgt.

## Betrieb
Die Strecke Lausanne–Bern ist wichtiger Bestandteil der Verbindungen von Luzern und Zürich nach Genf. Sie dient sowohl dem Fern- wie dem Nahverkehr.
Zwischen Bern und Fribourg ist die Strecke Bestandteil der Linie S1 der S-Bahn Bern. Von Lausanne bis Palézieux wird die Strecke von den Linien R5, R6 und R9 des RER Vaud genutzt, wobei die R9 weiter nach Kerzers fährt. Während den Hauptverkehrszeiten verkehrt die R6 weiter bis Romont und bedient die Halte Oron und Vauderens. Der Haltepunkt Siviriez wird seit Ende 2017 aufgrund zu geringer Nachfrage und zu kurzer Perrons nicht mehr bedient.
Im Jahr 2010 wurde geplant, die Fahrzeit der InterCity-Züge zwischen Lausanne und Bern durch den Einsatz einer fahrzeugseitigen Wankkompensation auf 55 Minuten zu reduzieren, um so Lausanne als Taktknoten in das Fahrplansystem integrieren zu können. Zu diesem Zweck wurden die doppelstöckigen Triebzüge SBB RABe 502 von Bombardier beschafft. Allerdings gab es mehrere Verzögerungen sowohl bei der Lieferung der Triebzüge als auch bei der Einführung der Wankkompensation. Im Juli 2022 wurde schliesslich beschlossen, auf diese Technik zu verzichten, da Tests gezeigt hatten, dass sie den Fahrkomfort beeinträchtigt. Infolgedessen können die Fahrzeitverkürzungen nicht wie geplant umgesetzt werden und es ist eine Anpassung des Angebotskonzepts 2035 notwendig.